# Artabotrys tetramerus
Artabotrys tetramerus är en kirimojaväxtart som beskrevs av Nguyên Tiên Bân. Artabotrys tetramerus ingår i släktet Artabotrys och familjen kirimojaväxter. Inga underarter finns listade i Catalogue of Life.